# Diagram QAPF
Diagram QAPF je sestavljen iz dveh trikotnih diagramov (QAP in APF) in se uporablja za razvrščanje magmatskih kamnin glede na njihovo mineraloško sestavo. Izraz QAPF je sestavljen iz začetnih črk mineralov, ki se uporabljajo v diagramu: Q – kremen (ang. Quarz), A - alkalni (kalijev) glinenec, P - plagioklaz in  F - foid. Odstotki Q, A, P in F so normalizirani, se pravi da je njihova vsota enaka 100%.

## Nastanek
Diagrame QAPF so ustvarili v Mednarodni zvezi za geološke znanosti (International Union of Geological Sciences (IUGS)), v Podkomisiji za sistematiko magmatskih kamnin. Geologi s celega sveta so diagrame sprejeli in jih uporabljajo razvrščanje magmatskih kamnin, predvsem globočnin. 

## Uporaba
Diagrami QAPF se uporabljajo predvsem za razvrščanje globočnin s feneritsko teksturo (Slika 1), vendar so uporabni tudi za predornine (Slika 2), za katere je bila določena modalna mineraloška sestava. Diagrami QAPF se ne uporabljajo za piroklastične in vulkanske kamnine, katerih modalna mineraloška sestava ni bila določena. Zanje se namesto diagramov QAPF uporabljaja klasifikacija TAS (Total-Alkali-Silica), ki temelji na razmerju med alkalijami in kremenom (SiO2). TAS se uporablja tudi za vulkanske kamnine, ki vsebujejo vulkansko steklo, na primer obsidian. Diagrami QAPF se ne uporabljajo tudi za kamnine, ki vsebujejo več kot 90%  mafičnih mineralov, na primer peridotita in piroksenita.
Vsako kamnino se lahko poimenuje samo na osnovi njene mineraloške sestave, katere se na terenu pogosto ne da ugotoviti. Na terenu se zato uporabljajo provizorični diagrami (Sliki 3 in 4), ki sta poenostavljeni različici diagramov na Slikah 1 in 2.